# (500402) 2012 TV97
(500402) 2012 TV97 es un asteroide perteneciente al cinturón de asteroides, descubierto el 23 de septiembre de 2001 por el equipo del Spacewatch desde el Observatorio Nacional de Kitt Peak, Arizona, Estados Unidos.

## Designación y nombre
Designado provisionalmente como 2012 TV97.

## Características orbitales
2012 TV97 está situado a una distancia media del Sol de 3,074 ua, pudiendo alejarse hasta 3,318 ua y acercarse hasta 2,830 ua. Su excentricidad es 0,079 y la inclinación orbital 2,903 grados. Emplea 1968,83 días en completar una órbita alrededor del Sol.
Los próximos acercamientos a la órbita de Júpiter se producirán el 15 de marzo de 2073, el 20 de noviembre de 2082 y el 8 de mayo de 2132, entre otros.

## Características físicas
La magnitud absoluta de 2012 TV97 es 17.